# Koszmosz–1026
A Koszmosz–1026  (Enyergija–2 műhold) (oroszul: Космос 1026) Koszmosz műhold, a szovjet műszeres műhold-sorozat tagja,  geofizikai–felderítő műhold.

## Küldetés
Az Interkozmosz–6 (Enyergija–1) programjának megismétlése. A műhold a visszatérésre alkalmas Zenyit/Vosztok űrhajó átalakított egysége. A Föld környezetét és a légkört kutatta. Az elektromágneses hullámok jelenlétét, hatását vizsgálta a földi légkörben. Vizsgálta a Nap hatását a Föld sarki ionoszférájában, valamint a magnetoszférában. Megfigyelésnek vetették alá a sarki fény kialakulását, intenzitását, hatását a sarki légkörre.

## Jellemzői
1978. július 2-án egy háromlépcsős  Szojuz–U (11A511U)  – a rakéta 106. sikeres startja – indították útjára. Az orbitális egység pályája 89 perces, 51,8 fok hajlásszögű, elliptikus pálya-perigeuma 207 kilométer, apogeuma 248 kilométer volt. Energiaellátását akkumulátorok biztosították. Az űrkabin tömege 5886 kilogramm, műszereinek hasznos tömege 1070 kilogramm. Aktív szolgálati idejét 1978. július 6-án  fejezte be, hagyományos módon – ejtőernyős leereszkedés – tért vissza a kijelölt landolási zónába.

## Külső hivatkozások
- Koszmosz–1026. skyrocket.de. (Hozzáférés: 2012. december 14.)

| Elődje: Koszmosz–1025 | Koszmosz-program 1978 | Utódja: Koszmosz–1027 |